# نادي رينتيستاس
نادي رينتيستاس (بالإنجليزية: Rentistas)‏ نادي كرة قدم من أوروغواي تأسس عام 1933 يلعب في دوري الأوروغواي الدرجة الثانية.